# Jess Walton
Jess Walton (Grand Rapids, 18 februari 1949) is een Amerikaanse actrice.
Op 17-jarige leeftijd ging ze thuis weg om bij het Theater in Toronto te gaan spelen. Vijf jaar later verhuisde ze naar Hollywood, waar ze enkele rockartiesten leerde kennen.
Ze verscheen als gastrol in enkele series waaronder Kojak. In 1980 werd ze in een afkickcentrum opgenomen omdat ze verslaafd was aan drugs en alcohol.
Na haar herstel speelde ze in Capitol mee als Kelly Harper, tot het einde van de show in 1987, daarna vervoegde ze de cast van The Young and the Restless als Jill Foster Abbott, ze nam ze de rol over van Brenda Dickson, ze is de 4de actrice die de rol speelde, maar de enige die er een Emmy voor won. 
Walton is met schrijver John James gehuwd waarmee ze één zoon Cole heeft, die in 1981 geboren werd.